# マンハイム・ビジネス・スクール
マンハイム経営大学院（Mannheim Business School）は、ドイツの経営大学院。マンハイム大学を母体とする
2002年にフルタイムのMBA経営学修士コースが設置され、2004年入学からはエグゼクティブMBAや会計・税務大学院のコースも開始している。
ドイツ国内にある33のビジネススクールで唯一EQUIS、AACSBおよびAMBAの3団体から認定されており、ドイツ国内MBAランキングはトップである。

## 提供プログラム
- フルタイムMBA(12か月)は４つのコースの中から選択できる。
  - マンハイムトラック（German track） -マンハイムビジネススクールで履修
  - ユーラシアトラック（Eurasian track） -マンハイムビジネススクール及びアジアの提携スクールで履修
  - トランスアトランティックトラック（Transatlantic track） -マンハイムビジネススクール及びアメリカ・カナダの提携スクールで履修 **ユーロピアントラック（European track）

-マンハイムビジネススクール及びヨーロッパの提携スクールで履修
- エセック＆マンハイムEMBA（ESSEC & Mannheim Executive MBA）
  - モデュラーコース(18か月)
  - 週末コース(19か月)

- 会計・税務エグゼグティブ修士　Executive Master of Accounting and Taxation）
  - アカウンティングトラック　（Accounting track）(28か月)
  - 税務コース　（Taxation track） (24か月)

## ランキング
ドイツNo.1ビジネススクール
- Wirtschaftswoche (2002 - 2008、7年連続)
- Capital (2004 及び 2006)
- CHE (2002、2005 及び 2008)
- Focus (2004、 2005 及び 2007)

ドイツ経営学教授ランキング(Handelsblatt 2005)
- 第1位　　Christian Homburg　（マンハイムビジネススクール学長）
- 第3位 　 Martin Weber
- 第16位　 Ernst Maug
- 第25位　 Stefan Minner

ドイツNo.1フルタイムMBAプログラム
- 欧州第9位　Handelsblatt/karriere (2006) -同ランキングのドイツMBAスクールの中ではトップ
- グローバルランキング第25位　Financial Times Executive MBA Ranking (2008年10月)

第6位　'career progress of alumni'部門
第8位　'international course experience'部門
第9位　'international resident students'部門
- 世界第36位　CNN Expansion (2009年2月) -同ランキングのドイツMBAスクールの中ではトップ
- 世界第51位　The Economist グローバルMBAランキング2008 -同ランキングのドイツMBAスクールの中ではトップ